# إنجيل الآيات
إنجيل الآيات أو إنجيل المعجزات هو نص مفترض كمصدر لإنجيل يوحنا حسب النقد المصدري.
وضع فرضية إنجيل الأيات رودلف بولتمان في 1941 واقترح أن مؤلف إنجيل يوحنا اعتمد جزئيا على روايات معجزات شفهية أو مكتوبة تصف معجزات المسيح وأنها مستقلة عن الأناجيل السينوبتية ولم يستخدمها مؤلفو الأناجيل السينوبتية. يقال أن إنجيل الأيات المفترض انتشر قبل 70 للميلاد. يمكن رؤية آثاره في بقايا نظم العد المتعلقة ببعض المعجزات في إنجيل يوحنا: فكل المعجزات التي ذكرها يوحنا فقط حدثت بوجود يوحنا، وهذه المعجزات (ويسميها يوحنا وحده "سِميا") درامية جدا، وهي تحدث من أجل الدعوة للإيمان. تختلف هذه المعجزات عن باقي المعجزات في إنجيل يوحنا وعن معجزات الأناجيل السينوبتية والتي تحدث بفضل الإيمان ونتيجة له. استنتاج بولتمان أن يوحنا فسر تقاليد هيلينية عن يسوع كصانع معجزات (أي ساحر حسب نظرة العالم الهيليني) كان جدليا جدا بحيث رفعت دعوى تجديف ضد بولتمان.
من المقبول بشكل واسع الآن أن إنجيل يوحنا اعتمد على إرث عن معجزات يسوع كان مستقلا بشكل كبير عن الأناجيل السينابتية الثلاثة. ففي إنجيل مرقس يرفض يسوع عمل أي معجزة تثبت أنه المسيح، وهذا ما يعرف بالسر المسيحي، كما في مرقس 8: 11-12. وفي إنجيلي متى ولوقا يذكر أن آية يونان النبي فقط ستعطى (متى 12: 38-39، 16: 1-4، لوقا: 11: 29-30). أما إنجيل يوحنا فيقوم فيه يسوع بتأدية معجزات كثيرة، كما في 2: 11، 2: 18-19، 12:37.
حسب كتاب الأناجيل الكاملة يمكن إعادة إنجيل الأيات من التالي:
- يوحنا المعمدان (1: 6-7، 19-49)
- تحويل الماء إلى خمر (2: 1-11)
- شفاء ابن خادم الملك (2: 12أ ، 4: 46ب-54)
- صيد 153 سمكة من (21: 1-14)
- إطعام 5000 (6: 1-14)
- المشي على الماء (6: 15-25)
- إحياء لازاروس (11: 1-45)
- شفاء أعمى (9: 1-8)
- شفاء في بركة بيت حسدا (5: 2-9)
- مؤامرة قتل يسوع (11: 47-53)
- حادثة المعبد (2: 14-19)
- رفض اليهود (12: 37-40)
- مريم تدهن يسوع (12: 1-8)
- دخول القدس (12: 12-15)
- القبض على يسوع (18: 1-11)
- أمام رئيس الكهنة (18 :12-27)
- أمام بيلاطس (18: 28-19: 16أ)
- الصلب (19: 16ب - 37)
- يوسف من الرامة (19: 38-42)
- قبر فارغ (20: 1-10)
- لا تلمسيني (20: 11-18)
- الإرسال الكبير (20: 19-22)
- ختام (20: 30 - 31 أب)

## مواقع خارجية
- "إنجيل الآيات". مصدر مكتوب مفترض لمعجزات إنجيل يوحنا
- الأناجيل الضائعة